# Формула-3 — Чемпіонат 2021
Сезон FIA Формули-3 2021 року — третій сезон чемпіонату FIA Формули-3, що проводився під егідою FIA.  
Формат чемпіонату було змінено: замість проведення двох гонок на вихідних, серія перейшла на систему з трьома гонками на етапі. Сезон складався з 7 етапів (21 гонка) і стартував 8 травня на трасі Каталунья в Іспанії, завершившись 26 вересня на Сочі Автодромі.  
Чемпіоном став  Денніс Хаугер, що виступав за  Prema Racing.  
У командному заліку  перемогу вперше здобула команда  Trident.  